# It's Not Christmas Without You
"It's Not Christmas Without You" é uma canção da cantora pop norte-americana Victoria Justice, com as participações de Leon Thomas III, Ariana Grande e Elizabeth Gillies. Foi lançada em 3 de dezembro de 2011 como um single em comemoração de natal, junto com o single "You're the Reason (Acoustic version)" da série Victorious. A canção foi composta por Michael Corcoran & Eric Goldman. A Nickelodeon lançou um novo álbum dia 19 de Novembro de 2012, chamado Merry Nickmas, e essa música está presente no álbum.

## Performances
Teve sua performance no episódio "A Christams Tori" de Victorious, onde as três garotas tentam subir a nota D de Andre (Leon Thomas III) para A.

## Composição
A faixa, de aproximadamente 2 minutos e 33 segundos de duração, deriva do gênero pop.

## Faixas e versões
"It's Not Christmas Without You" foi lançada como single digital em 3 de Dezembro de 2012 em lojas digitais, como o iTunes.
| Download digital |                                  |                                 |         |  |
| N.º              | Título                           | Compositor(es)                  | Duração |  |
| 1.               | "It's Not Christmas Without You" | Michael Corcoran & Eric Goldman | 2:33    |  |

## Créditos de elaboração
Lista-se abaixo os profissionais envolvidos na elaboração de "It's Not Christmas Without You", de acordo com o iTunes.
- Composição - Michael Corcoran & Eric Goldman
- Vocais - Victoria Justice, Leon Thomas III, Ariana Grande e Elizabeth Gillies